# Linharòlas (Alier)
Lignerolles és un municipi francès, situat al departament de l'Alier i a la regió d'Alvèrnia-Roine-Alps. L'any 2007 tenia 621 habitants.

## Demografia

### Població
El 2007 la població de fet de Lignerolles era de 621 persones. Hi havia 244 famílies de les quals 52 eren unipersonals (32 homes vivint sols i 20 dones vivint soles), 100 parelles sense fills, 84 parelles amb fills i 8 famílies monoparentals amb fills.
La població ha evolucionat segons el següent gràfic:
Habitants censats

### Habitatges
El 2007 hi havia 302 habitatges, 255 eren l'habitatge principal de la família, 34 eren segones residències i 12 estaven desocupats. 298 eren cases i 2 eren apartaments. Dels 255 habitatges principals, 214 estaven ocupats pels seus propietaris, 41 estaven llogats i ocupats pels llogaters i 1 estava cedit a títol gratuït; 2 tenien una cambra, 14 en tenien dues, 34 en tenien tres, 73 en tenien quatre i 133 en tenien cinc o més. 207 habitatges disposaven pel capbaix d'una plaça de pàrquing. A 77 habitatges hi havia un automòbil i a 167 n'hi havia dos o més.

### Piràmide de població
La piràmide de població per edats i sexe el 2009 era:
| Homes | Edats   | Dones |
| ----- | ------- | ----- |
| 0     | 95 o +  | 0     |
| 4     | 90 a 94 | 0     |
| 0     | 85 a 89 | 8     |
| 0     | 80 a 84 | 4     |
| 8     | 75 a 79 | 4     |
| 8     | 70 a 74 | 4     |
| 8     | 65 a 69 | 20    |
| 24    | 60 a 64 | 12    |
| 12    | 55 a 59 | 16    |
| 16    | 50 a 54 | 20    |
| 40    | 45 a 49 | 16    |
| 40    | 40 a 44 | 44    |
| 12    | 35 a 39 | 28    |
| 12    | 30 a 34 | 16    |
| 8     | 25 a 29 | 8     |
| 12    | 20 a 24 | 8     |
| 36    | 15 a 19 | 32    |
| 8     | 10 a 14 | 28    |
| 20    | 5 a 9   | 8     |
| 0     | 0 a 4   | 4     |

## Economia
El 2007 la població en edat de treballar era de 426 persones, 332 eren actives i 94 eren inactives. De les 332 persones actives 311 estaven ocupades (163 homes i 148 dones) i 21 estaven aturades (5 homes i 16 dones). De les 94 persones inactives 41 estaven jubilades, 27 estaven estudiant i 26 estaven classificades com a «altres inactius».

### Ingressos
El 2009 a Lignerolles hi havia 274 unitats fiscals que integraven 717,5 persones, la mediana anual d'ingressos fiscals per persona era de 18.191 €.

### Activitats econòmiques
Dels 19 establiments que hi havia el 2007, 3 eren d'empreses de construcció, 4 d'empreses de comerç i reparació d'automòbils, 3 d'empreses de transport, 1 d'una empresa d'hostatgeria i restauració, 1 d'una empresa financera, 1 d'una empresa immobiliària, 1 d'una empresa de serveis, 4 d'entitats de l'administració pública i 1 d'una empresa classificada com a «altres activitats de serveis».
Dels 7 establiments de servei als particulars que hi havia el 2009, 1 era una funerària, 2 tallers de reparació d'automòbils i de material agrícola, 2 lampisteries, 1 empresa de construcció i 1 restaurant.
L'any 2000 a Lignerolles hi havia 13 explotacions agrícoles que ocupaven un total de 664 hectàrees.

## Equipaments sanitaris i escolars
El 2009 hi havia una escola elemental.

## Poblacions més properes
El següent diagrama mostra les poblacions més properes.